# ヒロ斎藤
ヒロ斎藤（ヒロさいとう、本名および旧リングネーム：斎藤 弘幸（さいとう ひろゆき）、1961年5月25日 - ）は、日本の男性プロレスラー。神奈川県川崎市出身。ドラディション所属。血液型A型。

## 来歴
父親が厳しく、早く家から出たかった中学生時代、川崎市体育館で新日本プロレスを観戦して「これだ」と直感しプロレスラーを志す。中学卒業後、アルバイトをしながら山本小鉄に入門を直訴し、1978年2月に新日本へ入門。1978年8月26日、飯山市民体育館の対魁勝司戦でデビューを果たした。当時の若手はジョージ高野、前田日明、平田淳二、仲野信市、保永昇男、新倉史祐、小杉俊二、高田延彦、高野俊二（高野拳磁）など逸材揃い。ニックネームはチョビ。若手時代は、ストロング小林、藤波辰巳、アントニオ猪木の付き人を務めた。 また、1981年4月23日、蔵前国技館における初代タイガーマスクのデビュー戦ではセコンドを務め、翌月5月7日、京王プラザホテルにおけるエキシビションマッチでは、タイガー・スープレックスホールドお披露目の対戦相手となった。
1981年7月、左遷同然にメキシコ遠征させられ、現地ではグラン浜田、小林邦昭、ジョージ高野とタッグを組む。2年後の1983年、会社とのトラブルが原因でプロレス引退を決意。そして、ジョージ高野がカナダ・カルガリーのスタンピード・レスリングへ転戦する際、親睦の深かった高野俊二に挨拶すべく同行する。しかし、ジョージ（ザ・コブラ）の対戦相手である俊二が急病のため、急遽一試合のみリングに上がったところ、プロモーターのスチュ・ハートに絶賛され、プロレスを続けることとなった。その際プロモーター側から金髪にするよう要求され、「日本人の金髪レスラー」の先人である上田馬之助に許しを得るべく連絡を取り、上田との関係ができる。上田とは日本帰国後も行動を共にし「人の真似はするな」「大きいやつが小回りきかないようなことをやれ」などレスラーとしての心得を直接伝授され、スタイルの礎を築く。
新日本の大量離脱によって帰国命令が出され、1984年9月24日に帰国。10月5日、越谷市体育館での闘魂シリーズ開幕戦に姿を現し、本部席より試合を視察。10月9日、川崎大会ではマシン軍団と共に乱入。猪木の後頭部と背中を革靴で蹴り上げ、同じヒールであるマシン軍団に合流。凱旋試合は10月13日の長崎大会におけるブラック・キャット戦。翌年1985年元旦より上田馬之助が加入、金狼コンビを結成するが、ワカマツらマシン軍団と仲間割れ。後に上田とも仲間割れし、同年3月21日に後楽園ホールで一騎打ち。壮絶な死闘の末、ローリングクラッチホールドでヒロの勝利。一匹狼となったヒロは、マシン軍団から離脱し、孤軍奮闘していたスーパー・ストロング・マシンと共闘する。ジュニアヘビー級戦線では、ザ・コブラのライバルとして台頭し、同年5月20日に反則決着ではあるが勝利し、第12代WWFジュニアヘビー級王座を奪取。同年7月28日、大阪城ホールでのNWA世界ジュニアヘビー級王者ザ・コブラとのＷタイトルマッチではヒロがリングアウトで勝利するも、内容を不服とし再試合となり、コブラが逆さ押さえ込みで勝利し、ザ・コブラが二冠王となる。同年8月7日、ジャパンプロレスの後楽園大会にヒロが現れ、小林邦昭の挑発にエプロンに上がり睨み合いを展開。8月29日、八芳園で記者会見を行い、新日を離脱しスーパー・ストロング・マシン&高野俊二とカルガリー・ハリケーンズを結成。ジャパンプロレス、全日本プロレスを主戦場にする。フリーで団体問わず戦うという現在のプロレス界で顕著なプロダクション形式の礎となった。翌月9月6日にはUWF後楽園大会を視察。
1986年7月31日、ブラッド・アームストロングを倒し初代世界ジュニアヘビー級王座となった。カルガリー・ハリケーンズ時代のジュニアヘビー級戦線では、ジャパンの小林邦昭に3勝2敗、全日本の渕正信に2勝1敗と、それぞれ勝ち越している。
1987年4月、全日から新日へ出戻った際はカルガリー・ハリケーンズは解散し、長州力率いるリキ・プロダクションに所属。1989年、元号が平成となり、新生UWFブームも重なり、新日はスポーツライク路線を打ち出す。格闘衛星⭐︎プロリンピックと題して、日本軍、米国軍、ソ連軍の３国対抗戦がスタート。新日正規軍、長州軍の枠組みが無くなってからは、スポーツライク路線に反旗を翻し、1989年10月に後藤達俊、保永昇男とヒール・ユニット、ブロンド・アウトローズを結成。1990年1月、そこへかつての盟友スーパー・ストロング・マシンが加わり、同年12月26日にスーパー・ストロング・マシンと組み第14代IWGPタッグ王座を奪取。
1992年3月にユニット名をレイジング・スタッフに改名。
1993年9月にマシンが離脱（後にWAR入り）、10月には後藤が反選手会同盟入り。レイジング・スタッフは空中分解し、ヒロと保永が残留。翌年1994年2月、谷津嘉章、仲野信市の元祖維新軍との共闘を経て、その後しばらくはジュニアタイトル保持の保永をサポートした。
1995年2月に蝶野正洋、天山広吉、サブゥーと狼群団を結成。レイジング・スタッフは自然消滅となったが、同年9月20日宮城県スポーツセンターでは、ヒロ斉藤&サブゥーが1人RSとなった保永昇男とタッグを組み、獣神サンダー・ライガー&ワイルド・ペガサス&グラン浜田組と6人タッグで対戦している。
1996年度プロレス大賞では、最優秀タッグ賞を受賞（パートナーは蝶野正洋&天山広吉）。その後nWo JAPAN、TEAM 2000、クレイジー・ドッグスと独自のヒール道を邁進している。
2000年にG1 CLIMAXに初出場。予選リーグでは全試合で両者リングアウトを有言実行しリーグ戦を荒らした（その中には優勝者の佐々木健介、当時の同士であった小島聡も含まれる）とされていたが、リーグ戦ではブライアン・ジョンストンに敗れており、実際の戦績は1敗3両者リングアウトである。これに感化された望月成晃は、闘龍門のリングにおいて「両者リングアウト推進委員会」を宣言する。
2006年1月末で新日本プロレスを退団。直後から西村修と行動を共にする。その縁あって2006年8月に無我ワールド・プロレスリングへのフリー参戦、翌月9月に正式入団する。その後、無我がドラディションへ改名するが藤波辰爾と同行し、今もなおレジェンドレスラーの一人としてリングに上がり続ける。
2008年1月、2010年1月にマスクド・ヒロサンのリングネームで、覆面レスラーとして試合に出場している。
2017年8月27日、全日本プロレス45周年記念両国大会 ～新たなる決意～にドリー・ファンクJr.とのタッグで出場。
2018年2月16日に後楽園ホールで開催された「プロレスリング・マスターズ」にTEAM 2000のメンバーとして参戦した。
2019年10月25日後楽園ホール、10月27日大阪南港ATCホールの2大会で、ヒロ斉藤40周年記念試合が開催された。
2020年2月28日に後楽園ホールで開催された「プロレスリング・マスターズ」に吉江豊と組み、大谷晋二郎、高岩竜一と対戦しダイビング・セントーンで勝利。以降、試合には出場していない。

## 評価
「俺、目立つの嫌いなんですよ。（中略）チャンピオンになりたい欲? 全然ないです。プロレスラーになってからも持ったことがない。だって人前でなんかするのって一番嫌いですから」と自身が語るように、目立つことを嫌う性格であるため、始終スポットライトが当たる選手ではないが、技術・センスともに高い評価を受けている。マサ斎藤、ザ・グレート・カブキをはじめ、全日本プロレス参戦時代にはジャイアント馬場から「ジャパンプロレスの選手は、ヒロ斉藤以外プロレスがわかっていない」と評価されている。また、ヒロが付き人を務めた藤波は、ヒロがプロレスから退く決断をした際、カルガリー・ハリケーンズとして新日離脱を試みた際に強く慰留するなど、レスラーとして高く評価する同業者は数多い。
攻防いずれの場合も、彼我ともに過剰な負荷を掛けない高い技術から「ヒロさんは柔らかい」と評価されている。ヒロ自身の述懐によれば、馬場は「お前だったらジャーマンでもなんでも受けてやるから遠慮しないでかけてこい!」とヒロに対して語っており、馬場がその技術に信頼を置いていたことがうかがえる。なお、実際に馬場に対しジャーマンを試みたヒロだったが、馬場の大きすぎる腰回りが災いし腕が回らず不発に終わっている。また、馬場から「お前は日本のハーリー・レイスだ」と言われ、困惑したこともあったという。
人望の高さをうかがわせるエピソードも多い。蝶野が現場責任者を務めた2002年、ヒロは蝶野の補佐役を担当していた。同年5月、新日本プロレスのドーム大会では、ドン・フライが安田忠夫を入場時に襲撃。試合が成立せず乱闘となった事態を収める際「ヒロさん!ヒロさん!」とヒロを探す蝶野の姿がテレビに映し出され「あいつなんとかしてくださいよ!」と蝶野が叫ぶ姿まで放送された。当のヒロは（前述の性格もあり）テレビカメラの存在が気になったのか、蝶野を手で払う「あっちいけ」のジェスチャーを見せ、以降は場面が試合会場に切り替わった。
新日本プロレスで企画宣伝部長を務めた永島勝司は「最高に人が好いし他人を裏切らない。自分を主張するけれども、引っ込むところは引っ込む」「他の誰も真似できないという点ではチョビのセントーンはまさに一級品だ」とヒロを評している。
武藤敬司率いる新生nWoと蝶野率いるTEAM2000の抗争時、フォール負けを喫したヒロは、リーダーである武藤に対し「すみません」と詫びたが、武藤は「いえ、いえ」と気を使った仕草をテレビカメラの前で見せている。先輩に当たるヒロのレスラーとしての立ち位置、武藤のキャラクターから察するに非常に稀なケースである。その後インタビューを受ける武藤を尻目にヒロはさっさと控室に帰ってしまった。
ワールドプロレスリングにて、狼群団所属だったヒロのタッグ戦で解説を担当した盟友の蝶野は、実況担当である辻よしなりと抗争中のためか興奮状態であった。そんな状況にもかかわらず「ほらっ、今の斎藤さんのフォローをお前実況したか。そういう斎藤さんの目立たないかもしれないが自軍を有利にさせる影の名プレイを見逃すからお前は実況には向いてないんだよ」といったヒロを慕う一面が垣間見える発言を残している。もう一人の盟友であった天山も、佐々木健介から殊勲のフォール勝ちを収めたヒロに対し「お前ら見たか!これがヒロ斎藤の実力だ!」と、普段通り即座に控室へと戻るヒロを横目に一人で捲し立てていた。
レイジングスタッフ活動時、闘魂Vに収録された蝶野戦の解説を務めていた田中秀和から「蝶野の方が実力は上でしょう?（当時の一般的なプロレスファン見地としての発言か田中の個人的な見解なのかは不明）」と問われた健介は「いや、あの…ヒロさんはベテラン、ベテランですから」と、歯切れの悪い返答をし完全に困惑していた。

## その他
- 若手時代、マサ斎藤から「同じ名字のため改名しろ！」と指摘される。しかしカルガリー遠征時代に高野俊二から「本名が弘幸だからヒロ斎藤でいいじゃん」というアドバイスを経て改名し、結局マサ斎藤と似た名前になってしまった。凱旋帰国当時の風貌は、肌は色白、サラサラツヤツヤストレートのロング金髪であったが、ヘビー級転向後は色黒となり髪型はパンチパーマで、体型・髪型・風貌とも、一層マサ斎藤に似通ってしまった。体型や風貌から、しばしばマサ斎藤と兄弟・親戚であると勘違いされるが、マサとの血縁関係はない。
- 新日本時代にトップロープ上からセントーンを繰り出した際、解説のマサは「こういった技は凄く怖いんですよ、失敗した時がね。ヒロ斎藤もよくやりますよね。」と絶賛していた。しかし、当のヒロはセントーンを必殺技に選んだ理由を「自爆しても痛くないから」と週刊プロレスのインタビューで述べている。
- 若手時代、スパーリングで最も負けたくなかったライバルは、同期（厳密にはヒロが半年遅い入門）の前田日明であり、プライベートでも喧嘩ばかりしていた。ただし前述の辞めようとした際に説得してくれたこと「だけ」は感謝している[1]。
- 凱旋帰国当初は、サングラス、リーゼント、革ジャン姿のクールス風の男性数名（「クール・キャッツ」というバンド）を引き連れて入場していた。これは、ヒロの知人の芸能事務所から入場時に引き連れることを提案されたもので、ヒロも自己アピールのため承諾し実現に至った[8]。目立つぶん変な試合はできないというプレッシャーがあり、自身のためには良かったと回想している。
- 千葉県船橋市で「炭火焼肉ヒロ」を経営していたが、2005年に閉店している。
- 盟友の後藤とは、誕生日が5月25日で同じである。毎年一緒に祝われており、2002年および2004年に後藤と2人でタッグを組んで試合をし勝利している。
- 若手レスラーを指導することもあったが、レベルが高すぎて後継者を出せなかった。近年では吉江豊の要請で若手レスラーの指導にあたった旨雑誌の企画対談（対談相手は蝶野）で明かしている。指導方法としては「こういうやり方もあるんだよ」と受講者自らに正しい、自分にあっていると思うものを選ばせる手法が主である。
- とんねるずが主演のテレビドラマ「お坊っチャマにはわかるまい!」に借金取り役で出演経験が、2006年テレビ東京の「ライオン丸G」第6話にも後藤、吉江とともにストリートギャング役で出演したことがある。
- ヒロ斉藤が生誕した1961年5月25日は、奇しくも、アントニオ猪木（猪木完至）とジャイアント馬場（馬場正平）の初対決が富山市体育館で実現し、10分0秒で馬場が羽交い締めで勝利している。

## タイトル歴
全日本プロレス
- 世界ジュニアヘビー級王座（初代）
- 初代PWF認定世界ジュニアヘビー級王座決定トーナメント優勝（1986年）

新日本プロレス
- NWA世界ジュニアヘビー級王座（第67代）
- WWFジュニアヘビー級王座（第12代）
- IWGPタッグ王座（第14代）

プロレス大賞
- 1996年度プロレス大賞 最優秀タッグチーム賞（パートナーは天山広吉&蝶野正洋）

## 入場テーマ曲
- TOO FAST TO LIVE, TOO YOUNG TO DIE（ロバート ゴードン, 1985）
- 竜人戦線（レイジングスタッフ時代）
- サクセス 〜激走〜
- nWo SUCCESS
  - nwo時代に使用

## 得意技
派手な大技よりも、小技や反則攻撃を得意とするいわゆる職人ヒールタイプで、関節技や丸め込み技の類はほとんど使用しない。
セントーン
ヒロの代名詞的な技で、フィニッシュとしても用いられる。
初期はダウンした相手の側で両足を踏み揃えて跳躍し仕掛けていたが、平成中期頃からやや距離を取って助走をつけ片足を振り上げ跳躍するフォームに変化した。
シャイニング・セントーンという派生技も存在するが、地方大会で数回しか使用したことがない。
ダイビング・セントーン
主にセカンドロープ上から繰り出すものがフィニッシュとして用いられる。
トップロープ上から繰り出すものは、大きく飛んだ場合、相手に避けられて自爆するお約束ムーブがある。決まる場合は、飛ぶというより落ちるといったフォームであることが多い。
ジャーマン・スープレックス
ここぞという場面でしか出さない隠し技の一つで、ジュニア時代のフィニッシュ・ホールドでもある。
いわゆるベタ足の低空式で放つことがほとんどであるが、ブリッジの深さと美しさには定評があり、この技の名手の一人に数えられる。
ヌカドーラ
カウンターで相手の両足を抱えて持ち上げスパインバスターのように前に落とす技。これを仕掛けて、セントーンに繋ぐのが一時期のフィニッシュパターンであった。
メキシコでは比較的ポピュラーな技で、持ち上げて背中から落とす技の総称でもある。
顔面砕きブレーンバスター
ブレーンバスターの体勢から前方に倒れ込んで叩き付けるフェイスバスター。
アメリカではゴードバスターと呼ばれる技と同型。
チンクラッシャー
四つに組んだ状態から相手の頭部を抱え、懐に潜り込ませた頭頂部で顎を打ち付ける。
両足を揃えてジャンプするフォームで使用。
ギロチンドロップ
相手の腕や脚などへ放つことも多い。
鋭角エルボー・ドロップ
ダウンした相手の横側に立ち、目の前で直角に曲げた肘を正面に倒れ込むようにして叩き込む。
ストーン・コールド・スティーブ・オースチンが得意とした型のエルボーと同型。
背面エルボー
相手を対角線に振っておいて、串刺し式で放つ。
地獄突き
相手の頭を掴んで側方から繰り出す。
この後にハンマーブローで畳みかけることが多い。
ドロップキック
正面飛び式を使用。カウンターで放った場合、失敗し自爆することが多い。
下記の急所攻撃と並ぶヒロのお約束ムーブである。
急所攻撃
相手の股間を蹴り上げて試合の流れを変える。相手にバックを取られた際に使用することが多い。
逆に相手の急所攻撃をかわすのも得意としているが、バックドロップを狙って組み付いたところを急所攻撃で反撃を受けるというお約束ムーブも存在する。
サミング
顔面掻きむしり
足引き
蝶野が率いるnWoとT2000を大きく支えた技。
場外乱闘
リーグ戦ではことごとく両者リングアウト裁定にもっていき、蝶野ら自軍団の優勝候補が有利になるよう計らうバイプレイヤーぶりを発揮していた。
セコンドからの乱入
レフェリーの死角をついて絶妙のタイミングでリング上に現れ、セントーンなどの得意技で自軍をアシストする。その巧妙さは解説者が「いつの間にかヒロがリングに上がっている！」と叫ぶほどである。なお、リング上から姿をくらますのも早い。
イリミネーションマッチなどでは自分が敗者となり試合権利が無い場合でも介入する様子がたびたび見られた。